# Nations Cup (baanwielrennen)
De Nations Cup baanwielrennen (officiële naam: UCI Track Cycling Nations’ Cup) is een jaarlijkse serie internationale wedstrijden bij de diverse onderdelen van het baanwielrennen. De wedstrijden worden georganiseerd door de UCI en stond open voor landenteams en officieel geregistreerde commerciële ploegen. De serie is opgericht in 2021 en is de opvolger van de Wereldbeker baanwielrennen.

## Eindpodia per jaar
Aan het eind van elk seizoen volgt een eindklassement, de drie succesvolste landen per jaar zijn in onderstaand tabel weergegeven.
| Jaar | Eerste              | Punten | Tweede    | Punten | Derde     | Punten |
| ---- | ------------------- | ------ | --------- | ------ | --------- | ------ |
| 2021 | Colombia            | 23680  | Oekraïne  | 19552  | Duitsland | 18428  |
| 2022 | Italië              | 35562  | Colombia  | 30901  | Duitsland | 30294  |
| 2023 | Verenigd Koninkrijk | 32156  | Duitsland | 28898  | Frankrijk | 27558  |
| 2024 | Verenigd Koninkrijk | 29772  | Japan     | 22585  | Duitsland | 20699  |

## Eindwinnaars per onderdeel
Alle onderdelen komen meerdere keren per jaar voorbij. Per jaar wordt de balans opgemaakt en volgt een eindklassering. Onderstaande tabellen geven de top drie weer voor ieder onderdeel, per jaar.

### Mannen

#### 1km
| Jaar | Eerste           | Tweede            | Derde           |
| ---- | ---------------- | ----------------- | --------------- |
| 2021 | Santiago Ramírez | Ronaldo Laitonjam | Nicholas Paul   |
| 2022 | Santiago Ramírez | Melvin Landerneau | Cristian Ortega |

#### Achtervolging
| Jaar | Eerste         | Tweede           | Derde               |
| ---- | -------------- | ---------------- | ------------------- |
| 2021 | Daniel Crista  | Gleb Syritsa     | Ashton Lambie       |
| 2022 | Davide Plebani | Nicolas Heinrich | Tobias Buck-Gramcko |

#### Afvalkoers
| Jaar | Eerste         | Tweede                | Derde               |
| ---- | -------------- | --------------------- | ------------------- |
| 2021 | Akil Campbell  | Carloalberto Giordani | Eiya Hashimoto      |
| 2022 | Yoeri Havik    | Mathias Guillemette   | Tim Torn Teutenberg |
| 2023 | Eiya Hashimoto | Yoeri Havik           | Kazushige Kuboki    |
| 2024 | Dylan Bibic    | Shunsuke Imamura      | Michele Scartezzini |

#### Keirin
| Jaar | Eerste         | Tweede             | Derde                        |
| ---- | -------------- | ------------------ | ---------------------------- |
| 2021 | Kevin Quintero | Vasilijus Lendel   | Santiago Ramírez             |
| 2022 | Kevin Quintero | Matthew Richardson | Harrie Lavreysen             |
| 2023 | Kevin Quintero | Matthew Richardson | Muhammad Shah Firdaus Sahrom |
| 2024 | Kaiya Ota      | Jack Carlin        | Jeffrey Hoogland             |

#### Koppelkoers
| Jaar | Eerste    | Tweede     | Derde         |
| ---- | --------- | ---------- | ------------- |
| 2021 | Oekraïne  | Oostenrijk | Wit-Rusland   |
| 2022 | Italië    | Mexico     | Japan         |
| 2023 | Duitsland | Nederland  | Portugal      |
| 2024 | Portugal  | Japan      | Nieuw-Zeeland |

#### Omnium
| Jaar | Eerste           | Tweede              | Derde               |
| ---- | ---------------- | ------------------- | ------------------- |
| 2021 | Jawheni Karaljok | Daniel Crista       | Eiya Hashimoto      |
| 2022 | Gavin Hoover     | Juan Esteban Arango | Tim Torn Teutenberg |
| 2023 | Sebastián Mora   | Thomas Boudat       | Vincent Hoppezak    |
| 2024 | Dylan Bibic      | Aaron Gate          | Kazushige Kuboki    |

#### Ploegenachtervolging
| Jaar | Eerste              | Tweede    | Derde      |
| ---- | ------------------- | --------- | ---------- |
| 2021 | Rusland             | Colombia  | Duitsland  |
| 2022 | Italië              | China     | Duitsland  |
| 2023 | Verenigd Koninkrijk | Frankrijk | Denemarken |
| 2024 | Verenigd Koninkrijk | Japan     | Italië     |

#### Sprint
| Jaar | Eerste           | Tweede             | Derde            |
| ---- | ---------------- | ------------------ | ---------------- |
| 2021 | Kevin Quintero   | Santiago Ramírez   | Vasilijus Lendel |
| 2022 | Harrie Lavreysen | Matthew Richardson | Nicholas Paul    |
| 2023 | Mateusz Rudyk    | Harrie Lavreysen   | Mikhail Jakovlev |
| 2024 | Kaiya Ota        | Matthew Richardson | Vasilijus Lendel |

#### Teamsprint
| Jaar | Eerste              | Tweede              | Derde     |
| ---- | ------------------- | ------------------- | --------- |
| 2021 | Oekraïne            | India               | Canada    |
| 2022 | China               | Colombia            | Nederland |
| 2023 | China               | Verenigd Koninkrijk | Australië |
| 2024 | Verenigd Koninkrijk | China               | Australië |

### Vrouwen

#### 1km
| Jaar | Eerste        | Tweede            | Derde            |
| ---- | ------------- | ----------------- | ---------------- |
| 2021 | Martha Bayona | Anis Amira Rosidi | Miriam Vece      |
| 2022 | Martha Bayona | Miriam Vece       | Pauline Grabosch |

#### Achtervolging
| Jaar | Eerste        | Tweede       | Derde               |
| ---- | ------------- | ------------ | ------------------- |
| 2021 | Lily Williams | Kelly Murphy | Hanna Tserakh       |
| 2022 | Susu Wang     | Siqi Guan    | Letizia Paternoster |

#### Afvalkoers
| Jaar | Eerste           | Tweede                      | Derde                   |
| ---- | ---------------- | --------------------------- | ----------------------- |
| 2021 | Verena Eberhardt | Alice Tamirys Leite de Melo | Yareli Acevedo          |
| 2022 | Jennifer Valente | Michelle Andres             | Tania Calvo             |
| 2023 | Anita Stenberg   | Jennifer Valente            | Victoire Berteau        |
| 2024 | Anita Stenberg   | Jennifer Valente            | Laura Rodríguez Cordero |

#### Keirin
| Jaar | Eerste        | Tweede                   | Derde               |
| ---- | ------------- | ------------------------ | ------------------- |
| 2021 | Martha Bayona | Yuka Kobayashi           | Yuli Verdugo        |
| 2022 | Martha Bayona | Steffie van der Peet     | Laurine van Riessen |
| 2023 | Mina Sato     | Alessa-Catriona Pröpster | Martha Bayona       |
| 2024 | Mathilde Gros | Emma Finucane            | Mina Sato           |

#### Koppelkoers
| Jaar | Eerste              | Tweede              | Derde       |
| ---- | ------------------- | ------------------- | ----------- |
| 2021 | Wit-Rusland         | Brazilië            | Polen       |
| 2022 | Italië              | Verenigde Staten    | Australië   |
| 2023 | Verenigd Koninkrijk | Italië              | Frankrijk   |
| 2024 | Italië              | Verenigd Koninkrijk | Zwitserland |

#### Omnium
| Jaar | Eerste           | Tweede         | Derde            |
| ---- | ---------------- | -------------- | ---------------- |
| 2021 | Verena Eberhardt | Daria Pikulik  | Maria Martins    |
| 2022 | Jennifer Valente | Yumi Kajihara  | Victoria Velasco |
| 2023 | Ally Wollaston   | Anita Stenberg | Jennifer Valente |
| 2024 | Katie Archibald  | Tsuyaka Uchino | Yumi Kajihara    |

#### Ploegenachtervolging
| Jaar | Eerste              | Tweede    | Derde               |
| ---- | ------------------- | --------- | ------------------- |
| 2021 | Canada              | Ierland   | Polen               |
| 2022 | Italië              | China     | Verenigde Staten    |
| 2023 | Verenigd Koninkrijk | Duitsland | Canada              |
| 2024 | Nieuw-Zeeland       | China     | Verenigd Koninkrijk |

#### Sprint
| Jaar | Eerste        | Tweede              | Derde             |
| ---- | ------------- | ------------------- | ----------------- |
| 2021 | Martha Bayona | Anis Amira Rosidi   | Anastasia Vojnova |
| 2022 | Martha Bayona | Laurine van Riessen | Kelsey Mitchell   |
| 2023 | Martha Bayona | Emma Finucane       | Sophie Capewell   |
| 2024 | Mathilde Gros | Emma Finucane       | Emma Hinze        |

#### Teamsprint
| Jaar | Eerste    | Tweede              | Derde               |
| ---- | --------- | ------------------- | ------------------- |
| 2021 | Colombia  | Rusland             | Hongkong            |
| 2022 | Nederland | Canada              | China               |
| 2023 | China     | Verenigd Koninkrijk | Mexico              |
| 2024 | Polen     | Mexico              | Verenigd Koninkrijk |

Wereldbeker baanwielrennen

1993 ·
1994 ·
1995 ·
1996 ·
1997 ·
1998 ·
1999 ·
2000 ·
2001 ·
2002 ·
2003 ·
2004 ·
2004/2005 ·
2005/2006 ·
2006/2007 ·
2007/2008 ·
2008/2009 ·
2009/2010 ·
2010/2011 ·
2011/2012 ·
2012/2013 ·
2013/2014 ·
2014/2015 ·
2015/2016 ·
2016/2017 ·
2017/2018 ·
2018/2019 ·
2019/2020

Nations Cup

2021 ·
2022 ·
2023 ·
2024 ·